# Henry M. Jackson
Henry M. Jackson (Everett, 1912. május 31. – Everett, 1983. szeptember 1.) az Amerikai Egyesült Államok szenátora (Washington, 1953–1983).